# Flinders Shire
Flinders Shire är en kommun i Australien. Den ligger i delstaten Queensland, omkring 1 100 kilometer nordväst om delstatshuvudstaden Brisbane. Antalet invånare är 1 536.
Följande samhällen finns i Flinders:
- Hughenden
- Tangorin